# Портрет Осипа Васильевича Иловайского
«Портрет Осипа Васильевича Иловайского» — картина Джорджа Доу и его мастерской, из Военной галереи Зимнего дворца.
Картина представляет собой погрудный портрет генерал-майора Осипа (Иосифа) Васильевича Иловайского из состава Военной галереи Зимнего дворца.
К началу Отечественной войны 1812 года полковник Иловайский командовал Донским казачьим полком своего имени, состоял во 2-й Западной армии и был во многих сражениях, особо отличившись в уличных боях в Малоярославце. Во время Заграничных походов 1813 и 1814 годов также был во многих сражениях в Германии и Франции .
Изображён в казачьем генеральском мундире, введённом в 1814 году (ошибочно не показана красная выпушка по краю воротника). На шее кресты ордена Св. Анны 2-й степени и прусского ордена Пур ле мерит; справа на груди кресты орденов Св. Георгия 4-го класса и Св. Владимира 4-й степени (Е. П. Ренне ошибочно указывает, что этот орден у Иловайского изображён с бантом), золотой крест «За взятие Очакова» и серебряная медаль «В память Отечественной войны 1812 года» на Андреевской ленте. В левом нижнем углу подпись художника: painted from nature by Geo Dawe RA. С тыльной стороны картины надпись: Iloivaisky10. Подпись на раме с малоупотребляемым вариантом инициала имени (от «Иосиф»): И. В. Иловайскiй 10й, Генералъ Маiоръ. Нагрудный крест ордена Св. Владимира 4-й степени и шейный крест ордена Св. Анны 2-й степени изображены ошибочно, к моменту создания портрета Иловайский имел более высокие степени этих орденов; соответственно вместо них должны быть изображены шейный крест ордена Св. Владимира 3-й степени (награждён 12 февраля 1813 года) и звезда ордена Св. Анны 1-й степени (награждён 19 сентября 1819 года).
7 августа 1820 года Иловайский был включён в список «генералов, заслуживающих быть написанными в галерею» и 20 мая 1822 года император Александр I повелел написать его портрет для Военной галереи. Иловайский в это время состоял войсковым депутатом (предводителем дворянства) Области Войска Донского и 2 сентября 1822 года он писал в Инспекторский департамент Военного министерства: «для исполнения её (воли императора) имею прибыть в Санкт-Петербург по сдаче отправляемой ныне мною по войску должности». В 1824 году Иловайский был снят с должности войскового депутата и вероятно тогда или несколько позже прибыл в столицу, где встретился с Доу. Гонорар Доу был выплачен 19 мая 1826 года и 15 января 1828 года. Готовый портрет поступил в Эрмитаж 21 января 1828 года. Предыдущая сдача готовых портретов была 8 июля 1827 года, соответственно картина датируется между этими числами.